# Musée de la mine de Saint-Pierre-la-Palud
Puits Perret
Le musée de la mine et de la minéralogie de Saint-Pierre-la-Palud est un musée consacré à l'exploitation de la pyrite dans le Rhône. Le puits Perret est notamment conservé et inscrit aux monuments historiques depuis 2010. Une partie de ses installations est visitable.

## Localisation
Le musée est situé à Saint-Pierre-la-Palud, dans le département du Rhône en région Auvergne-Rhône-Alpes.

## Organisation du bâtiment
Le musée est situé sur deux sites.

### Musée
Le musée est situé sur deux sites : un bâtiment neuf avec les expositions et le puits Perret conservé comme patrimoine industriel.

### Puits Perret
45° 47′ 46″ N, 4° 36′ 26″ E
Le carreau du puits Perret a conservé son chevalement, sa machine d'extraction et divers bâtiments.

## Histoire

### Exploitation minière
La pyrite de fer et de cuivre est exploitée dès le Moyen Age. La production s'industrialise vers 1840. La mine ferme en 1972.

### Musée
Le musée ouvre ses portes le 4 décembre 1982, dans les locaux de l'ancienne infirmerie des mines récupérée en 1980. Une galerie de mine est  reconstituée dans les sous-sols du bâtiment.
Une salle d'exposition consacrée à la paléontologie est créée en 1986. La reconstitution d'une fendue est ajoutée deux ans plus tard. Le musée est agrandi avec un nouveau bâtiment moderne inauguré en 2002 ; il abrite l'accueil, la salle de vidéo-projection ainsi que l’espace bar et boutique. La même année, le site du puits Perret est réaménagé pour rendre les installations visitables.
Le chevalement du puits Perret, la recette, le bâtiment de la machine d'extraction, le poste de secours, l'atelier de broyage et l'atelier de concassage manuel sont inscrits aux monuments historiques le 17 février 2010.